# Херст, Эдмунд
Сэр Эдмунд Лэнгли Херст (англ. Edmund Langley Hirst; 21 июля 1898, Престон, Ланкашир, Англия — 29 октября 1975, Эдинбург, Шотландия) — британский химик-органик. Педагог, профессор. Доктор философии (1921). Член Лондонского королевского общества (с 1934). Член Королевского Эдинбургского общества (с 1948).

## Биография
Родился в баптистской семье. Получил образование в Бернли и Ипсуиче, затем получив стипендию фонда Карнеги, изучал химию в Сент-Эндрюсском университете.
Во время Первой мировой войны в 1917 году был призван на службу, но сумел убедить армейское командование вернуть его в Сент-Эндрюсский университет для продолжения исследований свойств Иприт (горчичного газа). В последний год войны служил в специальном корпусе королевских инженеров во Франции.
Вернувшись в университет Сент-Эндрюса в феврале 1919 года, получил степень бакалавра, а затем в 1921 году защитил докторскую диссертацию.
В 1923—1924 и 1944—1947 годах читал лекции в Манчестерском, в 1924—1926 гг. — Даремском и Бирмингемском университетах (1927—1936).
В 1936—1944 годах — профессор бристольского университета, с 1947 года — заведующий кафедры органической химии Эдинбургского университета.

## Научная деятельность
Научные исследования Эдмунда Лэнгли Херста относятся к химии углеводов. Многие работы проводил совместно с Уолтером Норманом Хоуорсом. В 1933 году помогал ему впервые в мире осуществить синтез аскорбиновой кислоты (витамина С).
Доказал существование пиранозной формы для всех метилгликозидов. Провёл фундаментальные исследования структуры олиго- и полисахаридов.
По предложению Альберта Сент-Дьёрдьи, выделившего из тканей животных и растений витамин С, совместно с У. Н. Хоуорсом изучал структуру этого соединения и осуществил в 1933, одновременно с Тадеушем Рейхштейном, его первый химический анализ.
Исследовал дисперсию оптического вращения углеводов, структуру полисахаридов, содержащихся в траве и морских водорослях.

## Членство в обществах
- Лондонское королевское общество (с 1934).
- Член Королевского Эдинбургского общества (с 1948) (вице-президент Общества с 1958 по 1959 год, президент с 1959 по 1964 год).
- Лондонское химическое общество (президент с 1956 по 1958 год).

## Награды
- Орден Британской империи
- Посвящён в рыцари в 1964 году
- Медаль Дэви (1948, в знак признания выдающихся работ в области определения структуры сахара, крахмала, камеди растений и особенно витамина С)
- Почётный доктор Университета Хериота-Уатта (Эдинбург, 1968)